# Jane Hunt
Jane Clothier Hunt, ook bekend als Jane Clothier Master, (Philadelphia, 26 juni 1812 - Chicago, 28 november 1889) was een Amerikaanse quaker, feminist en medeorganisator van de Seneca Fallsconventie.

## Levensloop
Jane Hunt werd in 1812 in Philadelphia geboren. Ze was de dochter van William en Mary Master. Op 33-jarige leeftijd trouwde ze met de welvarende weduwnaar Richard Pell Hunt, die drie oudere dochters had, en het echtpaar verhuisde naar Waterloo in de staat New York. Daar kreeg ze zelf ook nog drie kinderen. In 1848 nodigde Hunt en enkele andere Quaker vrouwen de strijdbare dominee Lucretia Mott uit voor een lezing, ze kwam met haar nicht Martha Coffin Wright, die acties organiseerde voor de afschaffing van slavernij. Ook aanwezig waren Mary Ann McClintock, medeoprichter van de Western New York Anti-Slavery Society en de Philadelphia Female Anti-Slavery Society die met haar gezin in het huis van Hunt woonde en Elizabeth Cady Stanton. Mott en Cady Stanton hadden elkaar acht jaar eerder ontmoet tijdens de World Anti-Slavery Convention in Londen, waar de genodigde vrouwen niet mochten spreken of stemmen om de enkele reden dat ze van het vrouwelijk geslacht waren. Een aantal vrouwen was na deze ervaring geïnteresseerd geraakt in de systematische achterstelling van vrouwen ten opzichte van mannen en begonnen de gedachtegang er achter ter discussie te stellen. Ze kwamen uit bij het opeisen van vrouwenrechten. Ze waren van plan een conventie te organiseren en ze werkten daarvoor aan een beginselverklaring in de stijl van Olympe de Gouges' Déclaration des Droits de la Femme et de la Citoyenne.

### Seneca Falls conventie
Op 19 juli 1848, organiseerden de groep vrouwen de Seneca Fallsconventie. De conventie had 300 bezoekers, onder wie Frederick Douglass. Tijdens de conventie werd de door Hunt en Cady Stanton geschreven Declaration of Sentiments bediscussieerd, aangevuld en aangenomen. Met dit document eisten de ondertekenaars op 18 punten burgerrechten voor vrouwen op, afgestemd op de Amerikaanse onafhankelijkheidsverklaring. Ook het ontbreken van vrouwenkiesrecht was in het pamflet opgenomen. De Seneca Fallsconventie wordt gezien als een beginpunt in de Amerikaanse strijd om vrouwenrechten. Tijdens de oprichting van de Internationale Vrouwenraad in 1888 werd de Seneca Fallsconventie door medeorganisator Cady Stanton aangehaald als de eerste stap op de weg naar het verwerven van vrouwenkiesrecht.
Hunt overleed te Chicago in 1889. Ze ligt naast haar man begraven op Maple Grove Cemetery in Waterloo in Seneca County in de staat New York.